# Losal
Losal är en ort i Indien.   Den ligger i distriktet Sīkar och delstaten Rajasthan, i den nordvästra delen av landet, 270 km sydväst om huvudstaden New Delhi. Losal ligger 418 meter över havet och antalet invånare är 27 964.
Terrängen runt Losal är platt. Runt Losal är det tätbefolkat, med 266 invånare per kvadratkilometer. Det finns inga andra samhällen i närheten. Trakten runt Losal består till största delen av jordbruksmark.